# 来复会
来复会(原名American Advent Mission Society(AAM)；the Department of World Missions of the Advent Christian General Conference)  于1897年成立差会。强调基督复临的教义。总部设于美国波士顿（1936年）。

## 在中国
1898年，慕向荣（G. H. Malone）牧师夫妇来到中国，在南京开辟第一个传教站。最初在城北来子庵，后迁洪武街，再迁大石桥，在那里建立了来复会总堂。开办一所兼收男女孩的很强的工艺学校，教授制造家具和床垫，纺织，裁缝，铜器，面包等。
1900年以后，来复会扩展到安徽的芜湖(1901) 、巢县 (1907) 以及和州（1916）。
1917年，差会有16外国传教士和38中国助手，以及580名信徒。1919年，来复会在安徽省有11名西教士，602名受餐信徒；在江苏省有5名西教士，624名受餐信徒。